# Rapporti tra 'ndrangheta e sport
(Nicola Gratteri intervistato nel 2015)
I rapporti tra 'ndrangheta e sport identificano tutti quei rapporti intercorsi e che intercorrono tra elementi di 'ndrangheta con società sportive, in particolare di calcio in Calabria e dalle evidenze degli ultimi 2 anni anche nel Nord Italia a Torino e ad Asti, le cui indagini sono ancora in corso.
Secondo il procuratore Nicola Gratteri per la 'ndrangheta il calcio è uno strumento di potere, come disse in una intervista nel 2015, il calcio "minore" in particolare è uno strumento per acquisire consenso sulla popolazione.
Il 3 maggio 2017 il capo della Polizia Franco Gabrielli nella Commissione parlamentare di inchiesta sul fenomeno delle mafie definisce la 'ndrangheta: "l'organizzazione criminale più attiva nella ricerca del controllo di società di calcio è la 'ndrangheta" che ne attesta la presenza nel mondo del calcio, nell'area reggina sin dagli anni '80 del XX secolo.

## Eventi

### 1997 - 2007 Presunte infiltrazioni del Crotone Calcio
Luigi Bonaventura cugino di Raffaele Vrenna ex proprietario del Crotone Calcio, affiliato ai Vrenna nel 2007 diventa collaboratore di giustizia e racconta dei piani di portare il Crotone in Serie A, della squadra gestiva il servizio di sicurezza e falsavano i risultati delle partite e vengono citate ad esempio: Le partite di playoff del 1997 contro il Locri Calcio e del 2003-2004 contro il Benevento Calcio.

### 1998 - 2010 - I Pesce e il calcio di Rosarno
Marcello Pesce, detto U Ballerinu, cugino di Antonino Pesce detto U testuni, capo della cosca, insieme a Giuseppe Pesce si interessa all'acquisto della squadre dilettantistica locale di Rosarno: la "Libertas Rosarno" militante nella Prima Categoria Calabrese con cui vince 7 campionati in 8 anni.
Dal 2001 in quanto arrestato cede la squadra che cambia il nome in "Rosarnese" ma tornando in libertà 2 anni dopo ritorna alla guida della squadra che riesce ad arrivare in Serie D.
Tra alterne vicende fino al 2010, anno in cui si conclude l'operazione All Inside e Marcello Pesce si rende latitante e la squadra che lottava per la Serie C arriva al terzo posto, la squadra viene ceduta e cambia nuovamente nome in "AS Dilettantistica Cittanova Interpiana calcio", anch'essa riconducibile a Marcello Pesce
.

### 2009 - Antonio Pelle e il San Luca Calcio
L'11 novembre 2009 tre giocatori del San Luca Calcio, squadra militante nella Prima Categoria giocano una partita con il Bianco Calcio con il lutto al braccio per la morte di Antonio Pelle. Uno di essi era un parente di Antonio Pelle.
A seguito dell'evento, il questore di Reggio Calabria ha imposto al vicepresidente della squadra Giovanni Trimboli presente alla partita il divieto d'accesso allo stadio per un anno. Il Presidente del San Luca, don Pino Strangio, ha dichiarato di essere all'oscuro di quanto accaduto e che avrebbe impedito ciò.

### ? - 2012 - Gli Aquino e il Marina di Gioiosa Jonica
Rocco Acquino, capo-locale di Marina di Gioiosa Jonica e dell'omonimo clan con dote di santa fu presidente del Marina di Gioiosa Ionica Calcio e dalle intercettazioni, dell'Operazione Crimine conclusasi nel 2010, con Antonio Coluccio residente in Canada si scopre che avevano raccolto 13000 dollari canadesi per i fondi della squadra.
L'arresto del latitante Aquino avvenne grazie ad un sms inviato dallo stesso ad una trasmissione televisiva di calcio locale mentre guardava il Marina di Gioiosa Jonica, con cui si è riusciti a localizzarlo nascosto in un bunker di casa sua.

### 2011 - I Pesce e il Sapri Calcio
Nel 2011 a conclusione dell'operazione All Clean viene sequestrata la squadra cilentana del Sapri Calcio in quanto Marcello Pesce detto U Ballerinu era socio occulto della squadra e ne fu dirigente per alcuni mesi per l'anno 2005-2006. Era ricercato dal 2010 quando si concluse l'operazione All Inside. Verrà arrestato il 2 dicembre 2016.

### 2015 - Calcioscommesse - Inschiesta Dirtysoccer
L'inchiesta DirtySoccer sul calcioscommesse conclusasi nel 2015 parte dal nipote di un boss di Lamezia Terme Pietro Iannazzo per poi arrivare a Mauro Ruga, avvocato e agente FIFA legato ai Ruga di Monasterace.

### 2016

#### Polisportiva Laureanese
La conclusione dell'operazione Lex scopre che a Laureana di Borrello la squadra di calcio Polisportiva Laureanese militante in Promozione (Girone B) era infiltrata dalla 'ndrina dei Lamari del locale di 'ndrangheta di Laureana.

#### Nuove presunte infiltrazioni nel Crotone Calcio
Con la promozione in Serie A, il Crotone Calcio è sospettato dalla Direzione distrettuale antimafia di Catanzaro in quanto il proprietario della squadra Raffaele Vrenna potrebbe essere un imprenditore vicino agli ambienti 'ndranghetisti della città. 
Dimessosi a marzo 2017 dalla presidenza e assolto in Corte di Cassazione nel processo Puma dalla associazione mafiosa, estorsione, corruzione e voto di scambio.

### 2017 - Caso Bagarinaggio Juventus
A marzo 2017 scoppia il caso sui rapporti tra alcuni dirigenti della società calcistica Juventus, tra cui Andrea Agnelli ed esponenti della 'ndrangheta piemontese (i Pesce), in particolare Rocco Dominello che è stato anche capo-ultra del gruppo "I drughi", per la vendita di biglietti per le partite di calcio attraverso la pratica del bagarinaggio. Nasce così una indagine sportiva della procura federale della FIGC.
Il 30 giugno 2017 si conclude il processo Alto Piemonte in cui vengono condannati Saverio (ora dissociatosi dalla 'ndrangheta) e Rocco Dominello, con 12 anni e due mesi di carcere al primo e sette anni e nove mesi al secondo per aver fatto da intermediari all'attività di bagarinaggio delle partite della Juventus a Torino.
Il 15 settembre riprende il processo sportivo della FIGC in cui sono accusati di aver commesso illeciti con gli ultra Andrea Agnelli, il security manager Alessandro d’Angelo, il responsabile della biglietteria Stefano Merulla e l’ex direttore commerciale Francesco Calvo. Andrea Agnelli viene condannato ad una squalifica di un anno, di cui sconta 3 mesi, fino a quando il 19 dicembre 2017 la corte federale d'appello della FIGC decide di far terminare la squalifica e lo obbliga a pagare 100.000 euro e sanziona la società Juventus per 600.000 euro
A dicembre una relazione tra calcio e criminalità organizzata della Commissione parlamentare antimafia afferma che la 'ndrangheta a Torino si sarebbe inserita come intermediaria tra la società sportiva ed il bagarinaggio gestito dagli ultras della Juventus.
Riferisce inoltre che anche in tifoserie come quelle di Catania e Napoli, i capi ultras sono dei mafiosi o sono vicini a quegli ambienti mentre in altre tifoserie come quelle del Genoa, agiscono mutuando modalità mafiose.
Il 16 luglio 2018 la corte d'appello di Torino condanna l'ex ultras juventino Fabio Germani a 4 anni e 5 mesi di carcere per concorso esterno in associazione mafiosa, mentre Rocco Dominello a 5 anni per associazione mafiosa e tentato omicidio, il padre Saverio Dominello 8 anni e 8 mesi mentre Michele Dominello, fratello di Rocco viene assolto
La procura generale inoltra afferma che gli interessi ndranghetistici nel bagarinaggio risalgono ad almeno 10 anni fa.
Dopo la conclusione del processo ad ottobre 2018 emergerebbe che il bagarinaggio sarebbe continuato per tutta la stagione calcistica 2017/2018, ed il presunto affiliato ai Belfiore Placido Barresi ha affermato che non vi era solo la cosca di Dominello nell'attività ma anche altre 'ndrine.
Ad aprile 2019 si conclude il processo Alto Piemonte in corte di Cassazione che condanna per associazione mafiosa Saverio Dominello e di suo figlio Rocco come sodali dei Pesce-Bellocco, rimane solo capire per l'ex Ultra della Juventus Fabio Germani già condannato dalla Corte d'Appello per concorso esterno in associazione mafiosa di cui la corte di Cassazione ha deciso di rifare il processo d'appello

### 2018 - Asti Calcio
L'ultima operazione avvenuta il 3 maggio 2018 denominata Barbarossa scopre un caso di Infiltrazione nell'Asti Calcio in cui Rocco Zangrà, presunto capo-locale di Costigliole d'Asti, si sarebbe inserito nella gestione dello stadio comunale. Il bar dello stadio era anche diventato un sito di incontri di membri affiliati alla locale di 'ndrangheta che insisteva tra l'astigiano ed il cuneese. Sarebbero state infiltrate anche le squadre minori del Pro Asti Sandamianese, Costigliole Calcio e  Motta Piccola California.

### 2024 L'omicidio Bellocco e gli Ultras dell'Inter
Antonio Bellocco detto U nanu e residente a Pioltello viene ucciso il 4 settembre 2024 a Cernusco sul Naviglio da Andrea Beretta ultras dell'Inter.
Sono ancora in corso le indagini per capire se effettivamente sia stato un omicidio scaturito per la gestione degli affari legati allo stadio dal tifo organizzato dell'Inter.
il 30 settembre 2024 un'operazione della guardia di finanza arresta 19 capi Ultras delle curve del Milan e dell'Inter e dall'ordinanza di custodia cautelare emergerebbe che l'ipotesi fosse che Antonio Bellocco fosse stato ingaggiato dall'Ultras Andrea Beretta, tramite la conoscenza di un altro Ultras Marco Ferdico, in funzione protettiva rispetto ad altre compagini di 'ndrangheta. La strategia sarebbe nata a seguito dell'omicidio del capo ultras Vittorio Boiocchi del 29 ottobre 2022. Dal 14 novembre 2024, dopo aver sostituito l'avvocato difensore Perlino, storico legale della curva dell'Inter, Beretta ha deciso di collaborare con gli inquirenti, è stato trasferito in un carcere distante da Milano e la sua famiglia è stata messa sotto protezione. Ha ammesso di aver saputo che il giovane rivale Bellocco aveva progettato di ucciderlo, motivo per cui avrebbe deciso di girare con una pistola e poi di "agire" per primo. Tra i due erano sorti dissidi intorno al merchandising della Nord, ai biglietti e al negozio di Pioltello, con l'accusa di non dividere equamente i proventi illegali della curva.
Il 20 dicembre Beretta ha identificato le foto di decine di ultrà nerazzurri, specificando se avevano partecipato a scontri ed azioni violente; ha inoltre confermato di aver interloquito con l'Inter, sebbene -ha dichiarato- il presidente Marotta e la sorveglianza speciale fossero a conoscenza del duo daspo. Il 15 novembre stesso la Curva Nord ha mostrato uno striscione intimidatorio all'ingresso dello stadio Meazza perché il suo pentimento aveva rotto un patto di sangue per la vita.
Al pm di Milano Storari ha poi descritto anche la morte di Daniele Belardinelli, noto come Dedè, un sorvegliato speciale per reati connessi a manifestazioni sportive.

## Nei media
- Report - La puntata dell'8 ottobre 2018 è dedicata al caso 'ndrangheta e bagarinaggio[37]